# Le Dernier Homme (Mary Shelley)
 (juin 2018).
Si vous disposez d'ouvrages ou d'articles de référence ou si vous connaissez des sites web de qualité traitant du thème abordé ici, merci de compléter l'article en donnant les références utiles à sa vérifiabilité et en les liant à la section « Notes et références ».
Pour les articles homonymes, voir Le Dernier Homme et The Last Man.
The Last Man
Le Dernier Homme (The Last Man) est un roman d'anticipation de Mary Shelley paru en 1826, très remarqué lors de sa sortie. Il aborde des thèmes relevant de la science-fiction post-apocalyptique mais sur le mode du conte philosophique.

## L'histoire
En 1818, la narratrice (le double de Mary Shelley, qui évoque en effet « son compagnon »)[pas clair] visite Naples. Le 8 décembre, elle découvre une vaste caverne où se trouvent des monceaux de feuilles et d'écorces couvertes de caractères très anciens, qu'elle va devoir décrypter et assembler. Il s'agit d'une prophétie, qui forme la suite du roman. 

### L'action
Elle débute en Angleterre, dans le Cumberland. Le pays est le théâtre de luttes acharnées. En 2073, le dernier roi abdique et une république est instaurée. Le monarque déchu porte le titre de comte de Windsor. Il a deux enfants, un fils, Adrian, et une fille, Idris. Non loin de leur résidence vivent Lionel Verney (le narrateur) et sa sœur Perdita. Tous les quatre se lient d'amitié. Cette première partie conte les luttes, les  rivalités notamment avec lord Raymond, libérateur de la Grèce. Puis, Lord Raymond regagne la Grèce, assiégée par l'Empire ottoman.
Dans la seconde partie, la guerre se poursuit. Les Grecs sont vainqueurs. « La flotte grecque bloquait tous les ports d'Istanbul ». Mais tout bascule : « Un murmure s'éleva bientôt. La cité était la proie de la peste ! ». « La mort régnait en maître à Constantinople ». La peste gagne la Grèce, l'Asie, l'Europe, le monde entier. Tous les malades meurent. Le monde est transformé en désert. Adrian, de l'Angleterre, décide de gagner l'Italie, suivi par quelques fidèles (ils quittent Londres le 1er janvier 2098). Ils meurent au fur et à mesure de leurs tribulations. À Saint-Pierre de Rome, Lionel Verney monte sur la basilique et y grave : « An 2100, dernière année du monde ». Son seul compagnon est un chien. Il frête un petit navire et s'en va sur les flots. « Ainsi, le long des rivages de la terre déserte, le soleil haut dans l'éther ou la lune au firmament, les esprits des morts et l'œil toujours ouvert de l'Être Suprême veilleront sur la frêle embarcation dirigée par Verney, le DERNIER HOMME ».

### D'où viennent ces révélations sur l'avenir?
La grotte découverte par la narratrice n'est autre que l'antre de la Sibylle de Cumes, la fameuse prophétesse de l'Antiquité chantée par Virgile, les feuillets écrits dans diverses langues sont ses oracles, qu'elle assemble et déchiffre pour en tirer une vision du futur. Elle n'invente donc rien, mais ne fait que transcrire - de façon poétique, elle l'admet - les prophéties écrites depuis deux mille ans. Ce procédé littéraire est assez classique : il permet de ne pas présenter le livre comme un pur ouvrage d'anticipation non justifié, ce qui aurait déplu au public de 1826, mais comme une vision de l'avenir due à une prophétesse connue de tous les lecteurs cultivés. C'est un simple artifice, mais la littérature de science-fiction utilisera abondamment dans les deux siècles suivants ce type d'introduction : les narrateurs découvrent un mystérieux message que l'on déchiffre (évidemment - s'il est indéchiffrable, l'histoire s'arrête là !), le texte traduit constituant la suite du roman. Ainsi par exemple, B. R. Bruss, Et la planète sauta... (1946). J.-H. Rosny aîné dans Les Xipéhuz utilisent un procédé similaire.

## Place du roman dans la littérature
Le Dernier homme appartient au romantisme le plus noir, version très caractéristique de ce courant en Angleterre et en Allemagne. Dix ans après Frankenstein qui stigmatisait l'orgueil impie (l’hubris, disaient les Grecs) de l'homme qui prétend égaler Dieu, et tout particulièrement l'orgueil fou de la science, Le Dernier homme est une nouvelle variation sur le thème du châtiment d'une espèce condamnable et condamnée. Il n'y a nulle espèce de vraisemblance dans ce conte philosophique : aucune maladie n'a jamais exterminé une espèce entière. Par ailleurs, seule l'humanité est touchée : les animaux ne souffrent aucunement du mal. L'érudition historique de Mary Shelley présente aussi quelques lacunes. Ainsi trouve-t-on dans le roman cette phrase stupéfiante : « Nous nous remémorions la peste de 1348 qui, selon les estimations, décima un tiers de l'humanité. Or, l'Europe de l'Ouest n'avait pas été touchée - en serait-il de même maintenant ? » (chap. V, 2e partie) ? Mais en 1346-1348, la Peste noire avait bien tué un tiers de la population de l'Europe, Angleterre comprise. Enfin, il s'agit d'une forme de « science-fiction » très différente de celle des œuvres produites au cours du même siècle par des auteurs comme Jules Verne, Robida et Wells, qui imaginaient un monde technologiquement et socialement différent. Ici, en 2092, on continue à faire la guerre à cheval et avec des méthodes qui sont celles de l'ère napoléonienne. Le chemin de fer, dont Mary Shelley aurait pu connaître les prémices, n'est pas évoqué. Un vaisseau aérien (dérivé du ballon ?) apparaît bien brièvement, mais à peine, et on n'en saura pas grand chose. Quant à la rivalité gréco-turque et aux luttes de classe en Angleterre, ce sont bien celles de 1826.
Il ne faut donc pas chercher une once de réalisme, ni historique, ni anticipatif, dans ce roman. Son intérêt n'est pas là. Il est dans son aspect de conte philosophique très noir, reflet de l'état d'âme de la première génération romantique en Europe, pessimiste, nihiliste, y compris chez certains auteurs français comme Musset ou Nerval alors que, globalement, le romantisme français est plus « sage ». Enfin, le thème de l'homme seul sur la Terre a été depuis repris à l'envi : dès 1901 par M.P. Shiel dans Le Nuage pourpre, puis dans les années 1960 par Richard Matheson avec Je suis une légende, roman qui a donné lieu à de multiples adaptations cinématographiques. Mais chez Mary Shelley, le dernier homme raconte ce qui s'est passé avant, alors que chez les auteurs postérieurs, c'est l'évocation de la vie solitaire du dernier homme qui occupe les trois quarts ou la totalité du roman.

## Traduction en français
Le dernier homme, (Trad. Paul Couturiau), Monaco, Éd. du Rocher, 1988, 420 p. / Paris, Gallimard, coll. « Folio », 1998, 672 p.

## Adaptations
- Le Dernier Homme sur terre (1924), film muet de John G. Blystone
- Mary Shelley's The Last Man (2008), film de James Arnett IMDb